# انقلاب 1963 في سوريا
انقلاب عام 1963 في سوريا أو ثورة الثامن من آذار كما يسمَّى رسميًا، هو استيلاء اللجنة العسكرية التابعة للفرع السوري لحزب البعث العربي الاشتراكي على السلطة المدنية والعسكرية في سوريا. استلهمت الخطة من الانقلاب العسكري الناجح لحزب البعث في العراق قبل شهر من ذلك.
خُطط للانقلاب بوساطة اللجنة العسكرية للحزب وليس القيادة المدنية، إلا أن ميشيل عفلق زعيم الحزب وافق على الانقلاب. بقي أعضاء بارزون في اللجنة العسكرية طيلة مراحل الانقلاب من مراحل التخطيط، وحتّى بعيد تولي الحزب للسلطة وهم: محمد عمران، صلاح جديد، سليمان حداد، حافظ الأسد. حصلت اللجنة العسكرية على تأييد اثنين من الناصريين وهما: راشد القطيني، ومحمد الصوفي، بالإضافة إلى أحد المستقلين وهو زياد الحريري. كان من المخطط إجراء الانقلاب في آذار، ولكن أُجّلَ لليوم التالي بسبب كشف الحكومة للمكان الذي كان من المقرر تجمع الانقلابيين فيه.

## خلفية

### الأحداث التي أدت إلى الانقلاب
تأسست أول دولة حديثة في سوريا عام 1920 باسم المملكة السورية العربية، في عهد الملك فيصل. وكان من المقرر لهذه الدولة أن تكون المملكة العربية الجديدة وليس «السوريّة» فقط. تبنّت هذه الدولة القومية العربية بالإضافة إلى سياسات الوحدة الإسلامية. على أيّ حال، فإن بريطانيا التي ساعدت على تأسيس هذه الدولة بعد الحرب العالمية الأولى، عقدت اتفاقًا سريًّا مع فرنسا، وأقامت الانتداب الفرنسي على سوريا و لبنان. ونتيجةً لذلك اُعتبرت تلك المنطقة واحدة من مستعمرات فرنسا. كان السوريون ينظرون إلى الدولة الناشئة حديثًا نظرةً سلبية، على اعتبارها سفينة الإمبريالية الأوروبية. في هذه المرحلة، حاولت بعض الحركات تأسيس «الهوية السورية»، كان أبرزها الحزب السوري القومي الاجتماعي، أو الدعوة إلى الشيوعية والإسلاموية. وعلى الرغم من هذا ظلت غالبية السوريين ترفض فكرة «الهوية السورية» المفصولة عن «الهوية العربية»، وظلوا ينظرون إلى أنفسهم على أنهم عرب.

أما الانتداب فكان ذا طابع إقطاعي، وكان يعتمد على قاعدة اجتماعية صغيرة شبيهًا بالليبرالية. وظل هذا النظام قائمًا حتّى بعد الاستقلال، إلى قيام الجمهورية العربية المتحدة، التي نشئت إثر الوحدة بين سوريا ومصر. خلق هذا النظام مجتمعًا طبقيًا عكس الفروق بين أنماط الحياة في المناطق الريفية والحضرية. وقد قُدّر بأن ثلاثة آلاف أسرة حصلت على نصف الأراضي المملوكة في سوريا. غالبية العقارات الصغيرة والمتوسطة كانت مملوكة بواسطة الطبقة المتوسطة. بينما كان حوالي ثلثي الفلاحين بلا أراضي. كانت الإيرادات الزراعية موزعة على الشكل التالي: كان الـ 2% الأعلى من السكان يتلقون 50% من الإيرادات الزراعية، في حين حصلت الطبقة المتوسطة (التجار ومالكو العقارات المتوسطة)، التي كانت تمثل حوالي 18% من السكان، على 25% من الإيرادات الزراعية، بينما حصل بقية السكان والذين كانت تبلغ نسبتهم 80% على ما تبقى من إيرادات الزراعة. كانت العلاقة بين الفلاحين ومالكي الأراضي مبنية على الفوارق الطبقية، والعِداء الاجتماعي بين هاتين الطبقتين، وهذا ما كان من شأنه أن يؤدي إلى انهيار طبقة مالكي الأراضي.

حلّ نظام الانتداب في عام 1946، بسبب الإنذار البريطاني لفرنسا، وأصبحت سوريا دولة مستقلة في 17 أبريل/نيسان من العام 1946. واصلت ذات الطبقة التي كانت تحكم سوريا في فترة الانتداب، فرض سيطرتها في السلطة بطريقة الحكم ذاتها التي كانت تتبعها خلال فترة الانتداب. أدّت خسارة العرب في الحرب العربية الإسرائيلية عام 1948 إلى سقوط طبقات النخبة التقليدية وصعود الجيش في السياسة. حيث أصبح حسني الزعيم أول ديكتاتور عسكري في سوريا عام 1949. ولكن في العام 1950، استطاع الضابط العسكري أديب الشيشكلي أن يمسك بزمام الأمور من وراء الكواليس، وبحلول عام 1953 كانت ديكتاتورية عسكرية أخرى قد أُقيمت. أدّى إدخال الجيش في الحياة السياسية السورية إلى تدمير حكم الأقلية النخبوية أو ما يُعرف بـ"الأوليغارشية"، فاتحًا المجال أمام الطبقات المتوسطة في المجتمع للمشاركة بالحياة السياسية. على أيّة حال، فحتّى عندما ضعفت سيطرة الجيش على الساحة السياسية، ظلت النخبة التقليدية محتفظةً بالغالبية العظمى من الثروة المنتجة.
في هذه البيئة ظهرت الأيديولوجية البعثية. حيث تأسست حركة البعث العربي من قبل ميشيل عفلق، وصلاح الدين البيطار في أربعينيات القرن العشرين. لعب آخرون أيضًا دورًا ملحوظًا في المراحل المبكرة من الحركة البعثية أمثال: زكي الأرسوزي، وهيب الغانم، جلال السيد. في تلك الفترة كان أكرم الحوراني قد أسس الحزب الاشتراكي العربي في عام 1953. فيما بعد تأسس حزب البعث العربي الاشتراكي نتيجة اندماج الحزب الاشتراكي العربي مع حزب البعث العربي.
حضر 150 مندوبًا المؤتمر التأسيسي لحزب البعث العربي عام 1947، وكانوا في غالبيتهم من الطبقة المتوسطة من المجتمع من مهنيين ومثقفين. وبحلول خمسينات القرن الماضي كان حزب البعث قد اكتسب قاعدة جماهيرية في المناطق الحضرية معظمها من الطبقة المتوسطة.على أيّ حال، فإن حزب البعث لم يكن للطبقة المتوسطة بشكل حصري. منذ البداية، أرسل الحزب كوادرًا إلى المانطق الريفية في محاولة منه لتجنيد أعضاء آخرين في صفوف الحزب، ورغبة منه في تكوين منظمات الحزب الجديدة. في عام 1956، نظّم حزب البعث أول احتجاج عماليّ في التاريخ السوري. في حين كان الحزب قويًا، أدّى قراره بتجنيد أعضاء في صفوفه من مختلف شرائح المجتمع إلى تفشي القبلية والمحسوبية داخل صفوف الحزب. وفضّل قادة الحزب فيما بعد التغاضي عن القواعد والإجراءات الديمقراطية.

واجه حزب البعث معضلة في أن يستولي على السلطة من خلال الانتخابات التنافسية، أو من خلال الاستيلاء بالقوة. يميل القادة الليبراليون وذوي الميول الديمقراطية من مؤسسي الحزب إلى الاستيلاء على السلطة بالقوة، مستشهدين بفساد الانتخابات. وقبل توليه السلطة، غامر حزب البعث بشأن السماح بتشارك السلطة مع جمال عبد الناصر، عند تشكيل الجمهورية العربية المتحدة بعد قيام الوحدة بين سوريا و مصر. أثبتت الجمهورية العربية المتحدة هيمنة مصر على الاتحاد، واضطر حزب البعث لحلّ نفسه، ولكن في عام 1961 انهارت الجمهورية العربية المتحدة إثر انقلاب عسكري في سوريا. وكان قيام الجمهورية العربية المتحدة وحلّها كارثة بالنسبة لحزب البعث، حيث حدثت انقسامات داخل صفوف الحزب بين مؤيّد للجمهورية العربية المتحدة، وبين معارض لها، وبين أولئلك الذين أيّدوا أو عارضوا القادة التقليديين للحزب. وفي عام 1962، عقد ميشيل عفلق مؤتمرًا لحزب البعث وإعادة تأسيسه. العديد من الفروع لم تتّبع الأوامر ولم تنحل طيلة فترة الجمهورية العربية المتحدة. بدلًا من ذلك فقد أصبحوا وبعمق معادين لفكرة الوحدة العربية، وأصبحوا ذوي جذور اشتراكية بدلًا من ذلك، معظم هذه الآراء كانت أيضًا آراء اللجنة العسكرية التي ستقوم بانقلاب مارس أو ما يُعرف بثورة الثامن من آذار.

### السياق الإقتصادي والاجتماعي
غالبًا صوّر انقلاب مارس أو ثورة الثامن من آذار على أنه مجرد انقلاب عسكري، على الرغم من وجود العديد من مكونات الثورات الوطنية أيضًا في جانب الحزب. قاد الانقلاب التحالف المناهض لحكم الأقلية المؤلف من: الطبقة الراديكالية الدنيا من المجتمع، وأعضاء إستراتيجيون من سلك الضباط، بالإضافة للأقليات المهمشة، وعدد كبير من الفلاحين الذين تم تعبئتهم بسبب النزاع الزراعي. وفي الإطار الدولي، فقد حدثت الثورة لأن الحدود التي كانت فرنسا قد وضعتها اصطناعية، وبسبب تزايد العداء داخل سوريا لإسرائيل الناشئة حديثًا. إن النخبة التقليدية التي تولّت السلطة في سوريا بعد الاستقلال، كانت قد وصلت إلى السلطة في عهد الانتداب الفرنسي على سوريا و لبنان. وأدى الفرض الخارجي لحدود الدولة على سوريا وبشكل تعسفي، مع عدم القبول الشعبي لها، أدّى بمجمله لوجودة حالة عامة من عدم الرضا والسخط. وتشكل النضال الوطني من الأيديولوجيات العديدة مثل: القومية العربية، والوحدة الإسلامية، وسوريا الكبرى. وكان الطابع العامي الذي اكتسبه الكفاح الوطني، بالإضافة للأيديولوجيات الراديكالية، كانا السبب الرئيسي في إيجاد حل جذري للمشكلة الزراعية.

نموّ الطبقة المتوسطة في سوريا كان له دور في تغذية السخط الذي ظهر إثر سيطرة النخبة التقليدية على القاطع الزراعي - الذي يعتبر أحد أكبر قطّاعات الاقتصاد - وخلقها لمعظم الثروة. كانت الطبقة المتوسطة الجديدة تتألف من الرأسماليين ورجال الأعمال الذين عارضوا النخبة التقليدية. وأدّى احتكار السلطة من قبل النخبة التقليدية لتطرف الطبقة المتوسطة الجديدة. الجيش، الذي بات في العديد من البلدان محافظًا ونخبويًا، كان في سوريا يزداد راديكاليةً، بسبب رغبة الجيش بالحصول على سلطة أكبر، معتبرًا النخبة التقليدية غير قادرة على الدفاع عن البلاد. تم تجنيد مجموعة كبيرة من الأفرجا العسكريين من الطبقة المتوسطة الجديدة أو من المناطق النائية.

في سوريا، كانت الأقليات الإثنية غالبًا محرومة، وكانت الإثنيات تنتمي لفئة اجتماعية محددة. العلويون، والدروز، والإسماعيليون على سبيل المثال، كانت جماعات إثنية ذات طبقة اجتماعية متدنية، بدأت هذه الجامعات بتبني العقلية الراديكالية القومية العربية، وعلى سبيل المثال البعثية. ولم يكن من الممكن قيام ثورة للبعث في سوريا دون وجود الفلاحين. استطاعت الطبقة المتوسطة وحدها أن تقيم حالة من عدم الإستقرار، وباشتراك الفلاحين، أصبح قيام الثورة ممكنًا. عدم المساواة بين سكان المناطق الريفية والحضرية، بالإضافة إلى تغلغل رأسمالية القطّاع الزراعي، واحتكار النخب التقليدية لأغلب مصادر الدخل الكبيرة، كل هذا دفع لقيام حركات الفلاحين، الذين قاتلوا من أجل التغيير، وبسبب معارضتهم للنظام. كان الفرع السوري لحزب البعث العربي الاشتراكي قادرًا على تجنيد الفلاحين الشباب من الحركات الفلاحية الراديكالية الأصولية، لذا فقد كان الحزب قادرًا على تعبئة قطاعات واسعة من السكان.

## التخطيط
خلال عام 1962، قضت اللجنة العسكرية لفرع الإقليم السوري لحزب البعث العربي الاشتراكي، في التخطيط للاستيلاء على السلطة، من خلال انقلاب عسكري تقليدي. قررت اللجنة العسكرية آنذاك السيطرة على الكسوة و قطنا، ومعسكَرَين آخَرَين من معسكرات الجيش، كما أن اللجنة العسكرية سيطرت على اللواء المدرع 70 في الكسوة، الأكاديمية العسكرية في مدينة حمص، ومحطة إذاعة دمشق. كانت النظام يتفكك ببطء، والنخبة التقليدية كانت قد بدأت بفقدها للقوّة الفعالة، كان المتآمرون من اللجنة العسكرية من الشباب.
حتى ينجح الانقلاب احتاجت اللجنة العسكرية لكسب تأيد بعض الضباط السوريين. انهيار الجمهورية العربية المتحدة، بالإضافة إلى التمرد، وحملات التطهير وعملياتن النقل في الجيش تركت الضباط في حالة من الفوضى الكاملة، وجعلهم قابلين للتحريض ضد الحكومة. في ذلك الوقت، تم تقسيم الضباط في خمسة فصائل مختلفة: فصيل دمشق الذي كان داعمًا للنظام القديم، وأنصار أكرم الحوراني، وفصيل ناصري، وفصيل بعثي، بالإضافة إلى بعض المستقلين. كان فصيل دمشق، عدوًا للجنة العسكرية، باعتباره داعمًا لنظام ناظم القدسي، في حين أن أنصار الحوراني كانوا منافسين بسبب مواقفهم المعادية للوحدة العربية، بينما كان الناصريون حلفاءً لحزب البعث.

أدّى تحالف اللجنة العسكرية مع الناصريين، أدّى لنشوء اتصال سري مع راشد القطيني رئيس الاستخبارات العسكرية آنذاك، والعقيد محمد الصوفي قائد لواء حمص. أمرت اللجنة العسكرية مجموعةً من صغار الضباط بتجنيد الضباط المستقلين البارزينن كالعقيد زياد الحريري، قائد الجبهة السورية الإسرائيلية، بتجنيدهم لصالح قضيتهم. حققت مجموعة الضباط هذه نجاحًا، وأعطت الحرير عهدًا أنه «إذا نجحنا بإمكانك أن تصبح رئيس أركان، وإذا فشلنا يمكنك التبرؤ منا». أيّ الحريري اللجنة لأن ناظم القدسي، رئيس وزراء سوريا آنذاك، كان يخطط لتخفيض رتبته.

بينما كانت اللجنة تخطط للانقلاب، لاقى تحالف الحزب مع الجيش استياءً من قبل البعثيين المدنيين. وكان السبب في تحالف الحزب مع الجيش بالمقام الأول، هو ضمان حماية الحزب من القمع. كانت اللجنة العسكرية لا تحبذ القيادة المدنية للحزب آنذاك، المتمثلة بميشيل عفلق، الذي كان قد اعترض على حلّ الحزب خلال عهد الجمهورية العربية المتحدة، التي تشكّلت إثر الوحدة بين سوريا ومصر. بينما كان عفلق يحتاج اللجنة العسكرية، للاستيلاء على السلطة، كانت اللجنة أيضًا تحتاج عفلق، لتولّي السلطة، فبدون عفلق لن تتوفر أي قاعدة تأييد. في المؤتمر الوطني الخامس للحزب، الذي جرى في 8 مايو من العام 1962، تقرر إعادة تأسيس الحزب والحفاظ على عفلق في منصب الأمين العام للقيادة الوطنية. محمد عمران، عضو اللجنة العسكرية البارز، كان حاضرًا في المؤتمر الوطني الخامس، وأخبر عفلق بنية اللجنة العسكرية حياله، وافق عفلق على الانقلاب، إلا أنه لم يجرِ أي اتفاق على كيفية تقاسم السلطة بعد الانقلاب.

## الانقلاب
ثورة الثامن من آذار، هو الاسم الرسمي الذي يطلق على الانقلاب العسكري الذي جرى في سوريا بقيادة حزب البعث العربي الاشتراكي في 8 آذار 1963 ضد الرئيس ناظم القدسي والحكومة المنتخبة برئاسة خالد العظم، وذلك بسبب الرجعية والانفصال عن مصر. كان من نتائج الانقلاب إلغاء حرية سياسية والاقتصاديّة وقيام دولة الحزب الواحد في سوريا وإنفاذ قانون الطوارئ منذ عام 1963 وحتى 2011 بعيد الانتفاضة الشعبية كما فرض الانقلاب تبني شعارات البعث وسياسته كشعارات عاملة للدولة السورية.

## خلفية
شارك حزب البعث العربي الاشتراكي في الحياة السياسية في سوريا منذ تأسيسه عام 1947، وأحرز في الانتخابات النيابية لعامي 1954 و1961 المركز الثالث بعد حزب الشعب والكتلة الوطنية، وشارك في عدد من الحكومات خلال عهد الرئيس شكري القوتلي ووافق على الوحدة مع مصر عام 1958 رغم أنها أدت إلى توقيف نشاط الحزب داخل سوريا بشكل علني، إذ كانت من شروط عبد الناصر للوحدة حل كافة الأحزاب السورية، ونقل البعث مقرّه خلال تلك الفترة إلى بيروت.
راكمت حكومة الجمهورية العربية المتحدة «أخطاءً كثيرة» في السياسة الاقتصادية وقمع المعارضة وتهميش السوريين ما دفع الجيش بقيادة عبد الكريم النحلاوي لفك ارتباط سوريا بالجمهورية العربية المتحدة، وأعاد العمل بدستور 1950 بعد إدخال تعديلات عليه أقرّت في استفتاء شعبي، ثم أجريت انتخابات نيابيّة حقق فيها حزب الشعب المركز الأول وانتخب ناظم القدسي رئيسًا للجمهورية في حين شكل خالد العظم الحكومة. وقد أعادت الحكومة نهج التعددية السياسية والاقتصادية، وأعاد بقانون صادق عليه المجلس النيابي قانون الإصلاح الزراعي، كما أعادت الحكومة المصارف الخاصة وسائر الشركات التي استحوذت عليها الدولة خلال عهد الوحدة؛ وقد أدى هذا التراجع عن السياسة الاشتراكية لحصول أول صدام بين الحكومة والأحزاب الاشتراكية وكان أولها في شباط 1962، ثم أصدر الحزب بيانًا دعا فيه لعودة الوحدة مع مصر.
وفي 28 آذار 1962 حدثت محاولة انقلاب عسكري، فشلت نتيجة الخلافات بين قادتها من الضباط، وفي 25 أيار 1962 وجه البعث نداءً للحكومة لإعادة المفاوضات حول الوحدة مع مصر، ومنذ أواخر 1962 تفجر خلاف بين رئيس الحكومة خالد العظم وحزب البعث. في 8 شباط 1963 قام البعث انقلابه في العراق وبعد شهر وقع انقلاب البعث في سوريا
إن الحديث عن الثامن من آذار وانجازاتها، لا يمكن فصله عن نضال حزب البعث العربي الاشتراكي، فهذه الثورة هي تتويج لنضال الحزب القومي خلال سنوات من الكفاح والنضال، استطاع خلالها حزب البعث أن ُيرسخ في أذهان الجماهير الأهداف الأساسية المعبرة عن تطلعاتها في بناء مجتمع متحرر وأن يحرك الجماهير لتقدم التضحيات من أجل قضيتها وتحقيق آمالها في بناء دولة الوحدة والحرية والاشتراكية. وبعد وصول الحزب إلى السلطة في الثامن من آذار عام1963 وجد الحزب نفسه في مواجهة مهام مرحلية جديدة وجاء انعقاد المؤتمر القومي السادس عام 1963، ليشكل محطة مهمة أخرى في مسيرة الحزب بإقراره بعض المنطلقات النظرية واتخاذه قرارات سياسية وتنظيمية واقتصادية فرضتها ظروف تلك المرحلة وما كان مطروحًا من مهام وشعارات. ولأن الثورة هي تأسيس لواقع جديد أفضل، والحزب هو الأداة الحقيقية في صناعة هذا الواقع المنشود، فقد وضع الحزب خريطة شاملة لتطوير الواقع في كل المجالات معتمدًا على الجماهير المنظمة المشاركِة في صناعة القرار.
فالثورة التي كانت ردًا طبيعيًا على إيديولوجية الانفصال الرجعي وتلبية لطموحات الجماهير في القضاء على الاستغلال ستبقى مستمرة ومتجددة، وكذلك الحركة التصحيحية التي قامت في السادس عشر من تشرين الثاني عام 1970 بوصفها فهي حركة نوعية في إطار تجديد الحزب لنفسه وترجمة عملية لأجندة الثورة في كل المجالات وطبق منهج التحديث والتطوير الذي طرحه الرفيق الأمين القطري للحزب الرئيس الدكتور بشار الأسد هو تجديد للفكر الثوري وتطوير للواقع وعصرنته في ضوء الظروف والتحديات الراهنة.
من المؤكد أن ثورة آذار عام 1963، إنما هي إنجاز وانتصار ليس للحزب وحده، وإنما لحركة التحرر العربية. وبالاستناد إلى النهج الوطني والقومي التحرري والوحدوي والتقدمي الذي واصلته، أصبحت ركيزة أساسية من ركائز حركة التحرر العربية، بل إنها تعدّ الركيزة الأساسية التي لا تزال تحتضن المشروع القومي، وتسعى مع القوى القومية والتقدمية الأخرى إلى النهوض به، كما تسعى إلى حماية الحقوق والمصالح العربية . واستمرت سورية، على الرغم من ضخامة التحديات، في التأكيد على دورها القومي من موقع الدفاع عن الحقوق والمصالح العليا للأمة العربية، واستمرت على تأكيد حضورها ودورها الفاعل على الصعيدين، العربي، والدولي ـ هذا الحضور وهذا الدور الذي لا شك أن الفضل فيه إنما يعود إلى القيادة التاريخية للقائد الخالد حافظ الأسد، كما يعود إلى الإرث العظيم والتقاليد الوطنية والقومية الراسخة في حياة شعب سورية العظيم، هذا الإرث الذي، كان لحزب البعث العربي الاشتراكي، شرف استلهامه، والبناء عليه، ومواصلة التمسك به، مما جعل سورية في عهد التصحيح المجيد تحتل مكانة بارزة ومهمة في محيطها العربي، ومكّنها من أن تؤدي دورًا رائدًا في نضال الأمة العربية، هذا الحضور وهذا الدور الذي، لا شك أنه يتعزز ويتواصل عبر التمسك بالثوابت الوطنية والقومية، وسياسة التطوير والتجديد التي يقودها الأمين القطري للحزب رئيس الجمهورية الدكتور بشار الأسد على قاعدة استمرارية ما أكدت التجربة والحياة صحته وسلامته واستجابته لحاجات المجتمع المتنامية، والتخلي عن كل ما هو معرقل ومسيء ويقف عائقًا في طريق التطوير والتحديث. وقد أكدت ثورة آذار دومًا أن القضية الفلسطينية هي القضية المركزية للأمة العربية، وفي الوقت نفسه عدّتها قضيتها الوطنية، مثلما هي قضيتها القومية، كما وقفت دائمًا، ولا تزال موقفًا مبدئيًا وثابتًا إلى جانب النضال الباسل والعادل الذي يواصله الشعب الفلسطيني ومقاومته الباسلة، هذه المقاومة التي كانت ثورة آذار حريصة على احتضانها ودعمها وكانت ولا تزال وستبقى تقف إلى جانبها وتساندها وتمدها بكل أشكال الدعم، وهي تواصل كفاحها المجيد في سبيل إحقاق الحقوق الوطنية للشعب الفلسطيني، في تقرير مصيره، وإقامة دولته المستقلة وعاصمتها القدس، وحقه في العودة.
قدر سورية مواجهة التحديات..
وكان قدر سورية أن تختار طريق الصمود، وأن تواجه المزيد من التحديات والمزيد من الضغوط والتهديدات، وكان تفجير الحرب الأهلية في لبنان، ومن ثم ما قامت به «إسرائيل» من اعتداءات، ولا سيما عدوانها الإجرامي على لبنان واحتلالها لأجزاء واسعة من أرضه، وصولًا إلى فرض اتفاق الإذعان عليه في 17 أيار 1983، ذروة في العدوانية الإسرائيلية، وذروة أيضًا في مخططات الهيمنة الأمريكية. ولم يكن أمام سورية وثورة آذار من خيار غير خيار الصمود والوقوف بكل قوة وتصميم إلى جانب لبنان، ونصرته من أجل إحباط المخططات المعادية. ولا ريب أن هذا الموقف القومي الثابت والمضحي الذي وقفته سورية إلى جانب لبنان يؤكد بوضوح على أهمية الدور القومي الذي نهضت به سورية في حماية وحدة لبنان أرضًا وشعبًا، وإحباط مخططات تقسيمه وإسقاط اتفاق الإذعان الذي أريد فرضه عليه، وكذلك دورها فيما بعد في تحقيق السلم في ربوعه، ودعمها الذي استمر للمقاومة اللبنانية الباسلة، وصولًا إلى إرغام الاحتلال الصهيوني على الانسحاب من كافة الأراضي اللبنانية..
إن سورية بقياد السيد الرئيس بشار الأسد في ظل المتغيرات والتطورات العربية الراهنة وانفجار الثورات الشعبية تكبر لا شك بثوابتها، وتظهر هذه الأيام مصداقيتها وقيمة مواقفها وسمو مبادئها في الدفاع عن مصالح الأمة العربية ، فيتوافد إليها السياسيون من مختلف الأرجاء، وقد أدركوا أن محاولة تجاهل دورها المركزي، أو الظن بإمكانية عزل هذا الدور، أو حصاره، أمور تبعدهم عن الصواب، وتذهب بهم في اتجاهات بعيدة عن الواقع، وعن جوهر المشكلة والحلول، هذا الدور المقترن بمصالح الشعب والأمة، وبتطلعات الجماهير، وبأولوية القضايا الوطنية والقومية، والمنطلق من أن المبادئ والكرامة والحقوق ثوابت أساسية، ومن أن هناك - وكما أكد السيد الرئيس (نهضة تدريجية ووعيًا متناميًا لدى الشعب العربي تجاه قضاياه، وتصميمًا أشد لدى الأجيال الشابة على عدم الوقوع في أخطاء البعض.. وهذا يعني وبمعادلة واقعية أنه مع كل طفل عربي يقتل يولد مقابله عشرات المقاومين..).
لقد جاءت ثورة آذار لتشكّل إنجازًا وطنيًا وقوميًا مهمًا في تاريخ سورية المعاصر، حققته بفخر واعتزاز جماهير حزبنا وشعبنا في ظل ظروف صعبة عاشها الوطن والأمة، جراء التحديات الناجمة عن التخلف والتجزئة، والانفصال، كما كانت أيضًا دعمًا للمشروع القومي العربي، وللتواصل مع الشعوب الصديقة والمحبّة للعدل والحرية والسلام، وتعزيزًا للفكر القومي العربي، ضد الرجعية والتجزئة والاستغلال.
.

## مجريات الأحداث

علم حزب البعث العربي الاشتراكي.

نتيجة التوتر في العلاقات بين الحكومة وحزب البعث قرر مجموعة من الضباط البعثيين في الجيش السوري الانقلاب على الحكومة واستلام السلطة، شارك في التخطيط أشخاص من خارج الجيش أمثال ميشيل عفلق المنظر الأساسي للحزب؛ واتفق قبل الشروع بتنفيذ الانقلاب حول طريقة تقاسم السلطة بعد نجاحه، على أن يكون لؤي الأتاسي رئيسًا لمجلس قيادة الثورة ورئيسًا للوزراء في اليوم ذاته. في صباح الثامن من آذار، تحركت الفصائل المنقلبة من الجيش في دمشق وحاصرت المقرات الهامة في العاصمة واعتقلت رئيس الجمهورية ورئيس الحكومة وأغلب الوزراء، وحدثت مناوشات عسكريّة غير أن فصائل الجيش في المحافظات اعترفت بسلطة الانقلاب بعد نجاحه، كما درجت عادتها منذ 1949. ثم أخذت الدول الاعتراف بالحكومة الجديدة كان على رأسها العراق البعثي ومصر الناصريّة وتولى الاتحاد السوفييتي إقناع المجتمع الدولي الاعتراف بالنظام الجديد، وقبل انتصاف النهار تألف مجلس قيادة الثورة برئاسة لؤي الأتاسي وجاءت تركيبته من عشرة ضباط.
في اليوم نفسه، دعا حزب البعث حلفاؤه من الأحزاب اليسارية إلى اجتماع في مقر وزارة الدفاع بهدف تشكيل حكومة مدنيّة انتقالية ولدت في صباح اليوم التالي برئاسة صلاح الدين البيطار، وكانت حكومة مدنيّة غير أن وزيري الدفاع والداخلية كانا من الضباط. يذكر أن مجلس قيادة الثورة، ومع استلامه السلطة أعلن حالة الطوارئ في البلاد وهي الحالة التي ظلت سارية المفعول لسبع وأربعين سنة لاحقة، كما عطل العمل بالدستور السوري ولم يتم وضع دستور جديد حتى 1973، كما صدر قرار بحل جميع الأحزاب المناوئة لحزب البعث مع الإبقاء على الحزب الناصري والشيوعي، ونفيت أغلب الطبقة السياسية السورية على رأسهم الرئيس القدسي ورئيس الحكومة العظم إلى الخارج سيّما لبنان، وشهد الجيش عمليات تسريح جماعية لضباط غير بعثيين، كما خرجت بنتيجة الانقلاب رؤوس أموال ضخمة إلى الخارج خوفًا من استيلاء الدولة عليها وفق السياسة الاشتراكية، بكل الأحوال، فقد شهدت البلاد عدة مظاهرات من بعثيين وناصريين مؤيدة للانقلاب

## ما بعد الأحداث
حكم البعث بسلطة مباشرة دون انتخابات لفترة طويلة لم يحقق خلالها الوحدة مع مصر السبب الرئيس الذي دفعه للانقلاب على الحكومة، رغم توقيعه عدة بيانات مع العراق ومصر بهذا الخصوص غير أنها بالمجمل فشلت. في عام 1966 حدث انقلاب ثاني داخل قيادة الحزب نفسه أقصت عفلق وأمين الحافظ رئيس الجمهورية المعيّن وعينت صلاح جديد بدلًا منه، ثم خسرت سوريا الجولان في حرب 1967 وتفاقمت انشقاقات وخلافات الحزب الداخلية فجرى انقلاب ثالث داخل الحزب عرف باسم الحركة التصحيحية بقيادة حافظ الأسد وزير الدفاع ورئيس اللجنة البعثية العسكرية إلى السلطة وقيادة الحزب؛ عيّن الأسد أحمد الحسن الخطيب رئيسًا لفترة انتقالية ثم أجرى استفتاءً على شخصه أصبح بموجبه الضابط البعثي حافظ الأسد رئيسًا.
في عام 1973 وضع أول دستور في ظل البعث كرّس الحزب قائدًا للدولة والمجتمع وعيّن أهداف الدولة بالوحدة والحرية والاشتراكية، وألغى التعددية السياسية والاقتصادية واحتكر الإعلام والتعليم وغيرها من المجالات الفكرية.

## مواقع خارجية
- ثورة الثامن من آذار بكل المعاني - حزب البعث العربي الاشتراكي.